# Госпорт (Индијана)
Госпорт (енгл. Gosport) град је у америчкој савезној држави Индијана.

## Демографија
По попису из 2010. године број становника је 826, што је 111 (15,5%) становника више него 2000. године.
| Група             | 2000.       | 2010.       |
| Белци             | 692 (96,8%) | 806 (97,6%) |
| Афроамериканци    | 3 (0,4%)    | 6 (0,7%)    |
| Азијати           | 1 (0,1%)    | 1 (0,1%)    |
| Хиспаноамериканци | 16 (2,2%)   | 8 (1,0%)    |
| Укупно            | 715         | 826         |